# Islamismo no Paraguai

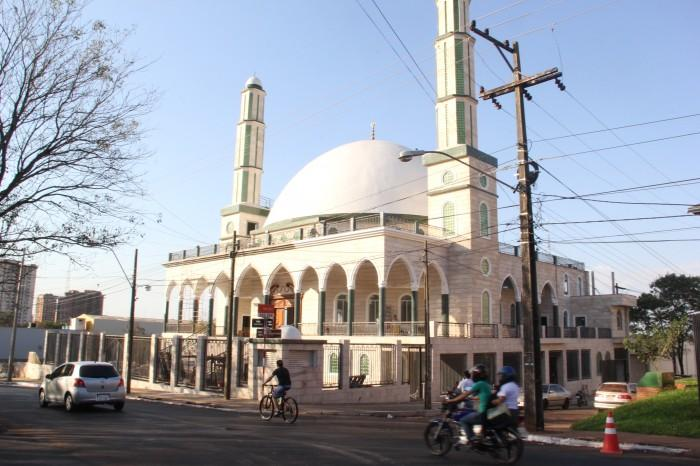
Mesquita de al-Rashdeen em Ciudad del Este, a maior mesquita do Paraguai.

O Islã no Paraguai é uma religião minoritária, já mais de 95% da população se declaram Cristãos (89%  Católicos e 8%   Protestantes). Estima-se que a comunidade muçulmana no Paraguai seja cerca de 15 mil pessoas concentrada em torno da capital, Assunção e em Ciudad del Este. A maioria dos muçulmanos paraguaios são descendentes de imigrantes da Síria, Líbano e Palestina. A principal organização islâmica no Paraguai é o Centro Benéfico Cultural Islámico Asunción, dirigido por Faozi Mohamed Omairi.